# Etalide
Etalide (in greco antico: Αἰθαλίδαι?, Aithalídai) era un demo dell'Attica. 

## Descrizione
Non si sa con certezza dove fosse situato, ma probabilmente era vicino ad Eupiride, Cropide e Pelece. Nonostante la sua scarsa popolazione, nelle fonti antiche sono spesso menzionate persone iscritte in questo demo e si suppone che una famiglia proveniente da esso abbia giocato un ruolo fondamentale in politica in età ellenistica.
Il demo probabilmente prese il nome dall'eroe Etalide, figlio di Ermes e Eupolemia, il messaggero degli Argonauti. Si diceva che suo padre gli concesse qualsiasi beneficio fuorché l'immortalità: lui scelse di mantenere la memoria in vita e in morte e, dopo essere rinato più volte, si reincarnò in Pitagora.